# Earias ogovana
Earias ogovana är en fjärilsart som beskrevs av Holland 1893. Earias ogovana ingår i släktet Earias och familjen trågspinnare. Inga underarter finns listade i Catalogue of Life.